# 두산아트센터
두산아트센터는 서울특별시 종로구 연지동에 위치한 두산그룹 (재)두산연강재단 소속 문화시설이다. 1993년 두산 창업 100주년 사업의 일환으로 건립한 연강홀이 2007년 두산 창업 111주년을 기념하여 두산아트센터로 개관했으며, 연강홀, Space111, 두산갤러리, 두산갤러리 뉴욕, 두산레지던시 뉴욕이 있다.

## 연혁
- 1993년 연강홀 개관
- 2007년 두산아트센터(연강홀, Space111, 두산갤러리) 개관
- 2009년 두산갤러리 뉴욕 개관, 두산레지던시 뉴욕 설립

## 주요 공간
- 연강홀
- Space111
- 두산갤러리
- 두산갤러리 뉴욕

## 주요 사업
- 두산연강예술상
- DAC 아티스트(前 두산아트센터 창작자육성 프로그램)
- 두산아트랩
- 두산레지던시 뉴욕
- 두산 큐레이터 워크샵
- 두산인문극장
- 두산아트스쿨
- 두산청소년아트스쿨
- 두산아트센터 투어